# Покрајина Јужни Хорасан
Покрајина Јужни Корасан (перс. استان خراسان جنوبی; Ostān-e Horāsān-e Džonūbī) је једна од покрајина Ирана, од 31 иранске покрајине. Настала је 2004. године раздвајањем Хорасана на три покрајине. Налази се на истоку земље, а граничи се са Разави Хорасанском покрајином са сјевера, Јаздском покрајином на западу, Керманском покрајином те Систаном и Белуџистаном на југу, и Авганистаном на истоку. Јужни Хорасан се простире на 151,913 км², а према попису становништва из 2011. године у покрајини је живјело 662,534 становника. Сједиште покрајине Јужног Хорасана је град Бирџанд.

## Окрузи
- Бирџандски округ
- Бошрујски округ
- Дармијански округ
- Фирдушки округ
- Хусафски округ
- Кајенски округ
- Нехбандански округ
- Сарајански округ
- Сарбишки округ
- Табашки округ
- Зиркушки округ][2]